# Tasiocera (Tasiocera) acanthophallus
Tasiocera (Tasiocera) acanthophallus is een tweevleugelige uit de familie steltmuggen (Limoniidae). De soort komt voor in het Australaziatisch gebied.